# Kurt Ucko
Kurt Ucko (* 29. Februar 1924 in Breslau; † 16. Dezember 2009) war ein deutscher Fußballspieler. Er absolvierte in der alten erstklassigen Fußball-Oberliga Süd von 1948 bis 1961 insgesamt 305 Ligaspiele und erzielte dabei 27 Tore. Als Aktiver des 1. FC Nürnberg gewann er in den Jahren 1951, 1957 und 1961 dreimal die süddeutsche Meisterschaft und kam mit dem „Club“ auf 18 Spiele in den Endrunden um die deutsche Meisterschaft.

## Laufbahn
Nach dem Ende des Zweiten Weltkriegs kam die Familie Ucko aus Niederschlesien nach Franken. Nach der Station im fränkischen Amateurfußball beim 1. SC Feucht folgte 1948/49 eine Saison beim 1. FC Schweinfurt 05 in der Oberliga Süd. Ucko debütierte am 11. September 1948 beim Auswärtsspiel gegen den FC Bayern München (1:1) in der Oberliga. Er absolvierte an der Seite der Mitspieler Fritz Käser (Torhüter), Andreas Kupfer, Albin Kitzinger und Robert Bernhard 25 Ligaspiele und erzielte dabei sieben Tore. Schweinfurt belegte den 10. Platz, zwei Punkte und einen Rang vor dem 1. FC Nürnberg. Der Allroundspieler mit Neigung zur Defensive spielte aber ab Rundenbeginn 1949/50 beim „Club“. Die Umstände des Wechsels beschreibt Helmut Böttiger in Skrentnys Buch über die Süd-Oberliga:

„Er traute sich aber nicht, beim großen Club anzuklopfen, sondern wollte es erst einmal bei Fürth versuchen. Die Nürnberger allerdings tauchten unvermittelt in der Küche der Familie Ucko auf, handelten einen Vertrag aus und ließen den Spieler unterschreiben: „Also Kurt, dann bis zum Montag im Zabo!“ war der Abschied. „Ja was“, entgegnete Ucko da, „ich denk', ich spiel' auf dem Ronhof“, in Fürth also, und wollte in erster Aufwallung von dem Vertrag zurücktreten: Er fühlte sich „noch nicht reif genug“ für den Club. Trainer „Bumbas“ Schmidt wusste es besser, und der Ex-Schweinfurter wurde zu einem tragenden Spieler in den 50er Jahren; noch 1961 bei der deutschen Meisterschaft gehörte er zum Kader.“

Kurt Ucko spielte von 1949 bis 1961 für den 1. FC Nürnberg. Sein Debüt in der Saison 1949/50 für die Zabo-Elf gab er am 4. September 1949 beim 3:3-Heimremis gegen den BC Augsburg auf Halbrechts. Dem Neuzugang glückten bei seinem Einstand zwei Tore. Unter dem österreichischen Trainer Lorenz Polster absolvierte er alle 30 Ligaspiele und der „Club“ belegte den achten Rang. Als in seinem zweiten Jahr für den 1. FCN, 1950/51, unter dem alten „Clubberer“ Hans Schmidt als Trainer der Titelgewinn im Süden vor dem Lokalrivalen SpVgg Fürth glückte, war er wieder in allen Ligaspielen (34-4) in der auf 18 Vereinen erweiterten Südstaffel im Einsatz. Max Morlock führte mit 28 Treffern die Torjägerliste an. In seiner ersten Endrunde um die deutsche Meisterschaft trat der „Club“ gegen Preußen Münster, Tennis Borussia Berlin und den Hamburger SV an. Durch die zwei Niederlagen gegen den legendären „100.000-Mark-Sturm“ aus Münster brachte der letzte Spieltag der Gruppenspiele die Entscheidung über den Einzug in das Endspiel. Ucko und Kollegen hatten es am 10. Juni 1951 im heimischen Stadion mit dem HSV zu tun, Münster traf in Berlin auf Tennis Borussia, das am 20. Mai mit einem 3:2-Erfolg das Hinspiel gewonnen hatte. Zu Halbzeit führte der „Club“ mit 4:0 Toren und fühlte sich nach dem 2:1-Halbzeitstand für die „Veilchen“ im Berliner Olympiastadion wie der sichere Finalteilnehmer. Danach schonte man sich beim Club für das sicher geglaubte Endspiel. Bumbes Schmidt hatte in der Kabine die entsprechende Devise ausgegeben: „Laßt es ruhig gehen. Gebt acht, daß sich keiner verletzt.“ Durch das damals angewandte Divisionsverfahren bei Punktgleichheit entschieden der Münsteraner Torquotient von 1,375 gegenüber dem von 1,308 des „Club“ zugunsten des Westvizemeisters. Ucko hatte alle sechs Endrundenspiele bestritten.
In der Runde 1951/52 kam er mit Nürnberg zur Vizemeisterschaft – auch der Verlauf der Endrundenspiele 1952 war spannend, Nürnberg verlor das entscheidende Gruppenspiel am letzten Rundentag am 8. Juni beim 1. FC Saarbrücken mit 1:3 Toren und damit zogen die Saarländer mit einem Punkt Vorsprung in das Finale ein –, wurde nach einer vierjährigen „Durststrecke“ unter Trainer Franz Binder 1956/57 wieder Süddeutscher Meister und gehörte im Jahr der Fußballweltmeisterschaft 1958 in Schweden noch einmal der Club-Mannschaft an, die eine weitere Vizemeisterschaft in die Noris holen konnte. Im elften Jahr, 1959/60, beim Club zeigte sich das Karriereende des langjährigen Defensivakteurs an. Im letzten Trainerjahr von Franz Binder kam er nur noch zu zehn Ligaeinsätzen und der Club belegte trotz des Rekordtorschützen Heinz Strehl (30 Tore in 28 Spielen) nur den sechsten Rang in der Oberliga Süd. Als mit dem neuen Trainer Herbert Widmayer in seiner zwölften Club-Runde, 1960/61, mit einem Vorsprung von sieben Punkte vor Eintracht Frankfurt sehr überzeugend die Meisterschaft nach Nürnberg geholt wurde, gehörte Ucko nicht mehr der Stammbesetzung an. Lediglich am siebten Spieltag, den 25. September 1960, beim 4:3-Auswärtserfolg gegen den späteren Absteiger TSG Ulm 1846, absolvierte er seinen letzten Einsatz in der Oberliga Süd.
In insgesamt 509 Spielen erzielte er von 1949 bis 1961 20 Tore für die Nürnberger. Er widmete sich nach dem Karriereende vermehrt seinem Textilwarengeschäft in Feucht und übte beim dortigen Sport-Club auch das Traineramt aus.
Im Nürnberger Grundig Stadion ist der Block 15a nach ihm benannt.